# Vinji Vrh pri Semiču
Vinji Vrh pri Semiču – wieś w Słowenii, w gminie Semič. W 2018 roku liczyła 48 mieszkańców.